# Huss (Familienname)
Huss oder Huß ist ein Familienname, der vor allem im deutschsprachigen Raum vorkommt.

## Bedeutung
Huss wird als Übername auf mittelhochdeutsch hussen für ‚rennen‘ und als Berufsname auf tschechisch hus ‚Gans‘ für den Gänsezüchter oder -händler zurückgeführt.

## Namensträger
- Anders Huss (* 1964), schwedischer Eishockeyspieler und -trainer
- Bernhard Huss (1876–1948), deutscher Missionar und Sozialreformer
- Bernhard Huß (* 1969), deutscher Romanist
- Carl Huß (1800–1868), deutscher Speditionskaufmann, Bürgermeister von Ludwigshafen am Rhein
- Daniel Huss (* 1979), luxemburgischer Fußballspieler
- Daniel Huss (Musiker), deutscher Liedermacher
- Henry Holden Huss (1862–1953), US-amerikanischer Komponist
- Hermann Huß (* 1933), deutscher Basketballtrainer und -spieler
- Johann(es) Hus(s) (um 1370–1415), böhmischer Theologe, Reformer und Märtyrer, siehe Jan Hus
- Johannes Huss (* 1998), deutscher Eishockeyspieler, siehe Johannes Huß
- Józef Huss (1846–1904), polnischer Architekt und Denkmalpfleger
- Jürgen Huss (* 1937), deutscher Forstwissenschaftler
- Jürgen Huß (* 1959), deutscher Unternehmer
- Karl Huß (1761–1836), böhmischer Scharfrichter, Heilkundiger und Sammler
- Karl Adolf von Huss († 1743), deutscher Diplomat und Stadtpräsident
- Katrin Huß (* 1969), deutsche Journalistin und Fernsehmoderatorin
- Kiki Keren-Huss (* 1955), israelische Komponistin
- Lioba Huss (* 1965), deutsche Juristin, Richterin und Ministerialrätin
- Magnus Huss (1807–1890), schwedischer Arzt
- Manfred Huss (* 1956?), österreichischer Dirigent und Pianist
- Martin Huß (Drucker) (um 1445–nach 1482), deutscher Buchdrucker
- Martin Huss (Politiker) (1849–1897), schwedischer Politiker
- Martin Huss (Musiker) (auch Martin Huß; * 1960), argentinisch-deutscher Posaunist
- Martin J. Huss, US-amerikanischer Botaniker
- Matthias Huß (auch Mathieu Husz; um 1455–nach 1507), deutscher Buchdrucker
- Ralf Huss (* 1962), deutscher Pathologe und Autor
- Richard Huss (auch Richard Huß; 1885–1941), ungarisch-deutscher Sprachwissenschaftler und Hochschullehrer
- Sorin A. Huss (* 1950), deutscher Ingenieur
- Stephen Huss (* 1975), australischer Tennisspieler
- Toby Huss (* 1966), US-amerikanischer Schauspieler
- Thomas Heinrich von Huss (1704–1774), minden-ravensbergischer Regierungsdirektor
- Walter Huss († 2013), deutscher Futtermittelkundler
- Werner Huß (1936–2023), deutscher Althistoriker
- Wolfgang Huss (1940–2025), deutscher Verleger